# Луб'яні волокна
Луб'яні волокна — текстильні волокна, які отримують із стебел і листя рослин. Вони бувають тонкі (льон, рамі) і грубі (прядиво, джут, мачула та ін.) З тонких волокон роблять різні тканини, з грубих — мішковину, канати і шнури. З листкових волокон, ще більш грубих і жорстких, також роблять канати.

## Рослини
Прикладами є:
- Абака (див. Манільське прядиво)
- Агава сизальська (див. Сизаль)
- Бамія
- Бамбук (див. Бамбукове волокно)
- Льон
- Коноплі (див. Прядиво)
- Джут (див. Джутове волокно)
- Кенаф
- Кудзу
- Кропива
- Липа (див. Лико)
- Окра
- Рамі (китайська кропива)
- Ротанг
- Зніт вузьколистий

і ін.

## Використання
У луб'яних волокнах у великій кількості присутній лігнін, що відсутній у бавовняному волокні. Луб'яні волокна володіють високою міцністю, низьким електричним опором, природною бактерицидністю та гігієнічністю, а тканини з них є антистатичними, гігієнічними, поглинають до 30 % поту і 95 % ультрафіолетових променів.
Композиційні, армовані луб'яними волокнами матеріали використовуються зараз не тільки в машинобудуванні, але і для виробництва віконних рам (для запобігання загоранню вони повинні мати покриття із поліакрилового пластику і швидко висихаючого закріплювача).

### Лико
Лико — луб'яні волокна молодих листяних дерев, переважно липи. Воно легко відокремлюється від стовбура і ділиться на стрічки. Заготовлення лика грало значну роль у натуральному господарстві: з нього плели личаки, козуби, виробляли мачулу, рогожу, мотузки та ін.